# Квінквірема
Квінквірема (лат. quinquiremis, дос. «п'ятивесельна», від quinque — «п'ять» + лат. remus — «весло») або пенте́ра (грец. πεντήρης) — бойовий корабель з трьома рядами весел, більший за розмірами від трієри. Його весла керуються двома, двома і одним веслувальниками (2+2+1). Кількість весел в одному ряді доходила до 25. Для узгодження веслування застосовувалося канатне з'єднання весел одного ряду і упори, які обмежували величину гребка.
Традиційно назву інтерпретують так, ніби корабель мав п'ять рядів весел з кожного борту. Однак це малоприйнятне пояснення з технічної точки зору. Окрім того, не збереглося жодного зображення з більш як трьома рядами весел. Більше того, з джерел відомо, що спорядити квінкірему з веслами було дешевше, ніж трирему, яка дійсно мала 3 ряди весел, з чого логічно випливає, що при більших розмірах весел на квінкіремі було менше, тож не було ніякого сенсу розташовувати їх аж в п'ять рядів. Зараз квінкірему інтрепретують як важке гребне судно з двома чи навіть одним рядом весел, на яких сиділо 5 гребців з кожного борту на кожну гребну секцію. Тобто або 5 гребців на кожному веслі, або ж 2 та 3 гребців на двох веслах.
Ніс і корму квінквіреми прикрашали акростолем. Кормова частина корабля була оточена навісною галереєю з балюстрадою, під якою зазвичай підвішувалась шлюпка. Квінквіреми мали дві щогли з бойовими марсами. Вітрильне озброєння складалося з великих прямих вітрил, які використовувалися тільки на переходах при попутному вітрі.
Часто оснащувалися абордажним вороном. На відміну від більш примітивної трієри, квінквірема могла піти на таран, пробивши корабель ворога наскрізь.
Перші пентери почали будувати ще фінікійці. Вони брали участь в обороні Тіра від військ Александра Македонського в IV ст. до н. е.
Будівництво квінквірем в Римі було розпочато в часи Першої Пунічної війни, після того як шторм викинув на узбережжя Італії аналогічне карфагенське судно, тому що дієри і трієри не могли впоратися із багатоповерховими тяжкими кораблями Карфагена, борт яких, захищений купою весел, був недоступний для таранного удару, відносно легких римських дієр. Квінквереми використовувались в ході Другої Пунічної війни у кінці 3 ст. до н. е.

## Технічні характеристики
- Водотоннажність: понад 200 т.
- Довжина: 45 м.
- Ширина: 6 м.
- Осадка: 2,5 м.
- Екіпаж: 250 осіб.